# Агаев, Алияр
Алияр Агаев (азерб. Əliyar Ağayev; род. 17 октября 1987, Баку) — азербайджанский футбольный арбитр I категории ФИФА. Международные матчи обслуживает с 2013 года.

## Биография
Родился 17 октября 1987 года в Баку. С 2013 года является арбитром международной категории (рефери ФИФА). В чемпионатах Азербайджана обслуживает матчи как Премьер-лиги, так и Первого дивизиона. 
Выпускник Азербайджанской государственной академии физической культуры и спорта.
13 сентября 2014 года в рамках матчей V тура Топаз Премьер-Лиги Азербайджана, Алияр Агаев был назначен главным арбитром игры тура с участием ФК «Хазар-Ленкорань» и ФК «Нефтчи» Баку.
В декабре 2015 году обслуживал матч между австрийским «Рапидом» и белорусским «Динамо» в рамках Лиги Европы УЕФА. Это был матч, когда впервые азербайджанский арбитр обслуживал встречу группового этапа Лиги Европы УЕФА.
Первый азербайджанский арбитр, обслуживающий матчи Лиги чемпионов УЕФА.
Судит матчи Лиги Европы, Лиги чемпионов, Лиги наций. Судил матчи турнира «2024 FIFA Series». 
Арбитр I категории ФИФА. Арбитр и судья VAR ФИФА в международных матчах.

## Статистика
Данные приведены по состоянию на 15 сентября 2014 года
| Турнир (сезон/год)                                  | Турнир (сезон/год) | Матчи |     |    |
| --------------------------------------------------- | ------------------ | ----- | --- | -- |
| Чемпионат Азербайджана                              | 2009/2010          | 2     | 9   | 1  |
| Чемпионат Азербайджана                              | 2010/2011          | 7     | 17  | 1  |
| Чемпионат Азербайджана                              | 2011/2012          | 18    | 67  | 2  |
| Чемпионат Азербайджана                              | 2012/2013          | 27    | 119 | 8  |
| Чемпионат Азербайджана                              | 2013/2014          | 26    | 123 | 5  |
| Чемпионат Азербайджана                              | 2014/2015          | 3     | 8   | 0  |
| Кубок Азербайджана                                  | 2012/2013          | 4     | 26  | 0  |
| Кубок Азербайджана                                  | 2013/2014          | 4     | 15  | 1  |
| Лига чемпионов УЕФА                                 | 2014/2015          | 1     | 7   | 0  |
| Лига Европы УЕФА                                    | 2013/2014          | 1     | 1   | 0  |
| Лига Европы УЕФА                                    | 2014/2015          | 1     | 5   | 0  |
| Чемпионат Европы по футболу среди молодёжных команд | 2015               | 2     | 9   | 1  |
| Юношеская лига УЕФА                                 | 2013/2014          | 1     | 7   | 0  |
| Товарищеский матч                                   | 2013               | 1     | 0   | 0  |
| Всего                                               | Всего              | 98    | 413 | 19 |

## Последние матчи
| Дата            | Турнир                                                                      | Матч                                     |         |   | Пенальти |
| --------------- | --------------------------------------------------------------------------- | ---------------------------------------- | ------- | - | -------- |
| 8 сентября 2014 | Чемпионат Европы по футболу среди молодёжных команд 2015, отборочный турнир | Швейцария 7:1 Латвия                     | 7 (4-3) | 1 | 2 (2-0)  |
| 31 июля 2014    | Лига Европы УЕФА 2014/2015, третий квалификационный раунд                   | Шахтёр (Казахстан) 4:2 Хайдук (Хорватия) | 5 (5-0) | 0 | 1 (0-1)  |
| 23 июля 2014    | Лига чемпионов УЕФА 2014/2015, второй квалификационный раунд                | Актобе (Казахстан) 3:0 Динамо (Грузия)   | 7 (2-5) | 0 | 0        |
| 15 мая 2014     | Чемпионат Европы по футболу (юноши до 17 лет), групповой этап               | Мальта 2:5 Нидерланды                    | 1 (1-0) | 0 | 0        |
| 12 мая 2014     | Чемпионат Европы по футболу (юноши до 17 лет), групповой этап               | Швейцария 1:3 Шотландия                  | 4 (2-2) | 0 | 0        |